# Puchar Narodów Afryki 2019
Puchar Narodów Afryki 2019 – 32. edycja turnieju o mistrzostwo Afryki w piłce nożnej. Gospodarzem turnieju został po raz piąty Egipt, który 8 stycznia 2019 roku zastąpił wybrany w 2014 roku Kamerun.
20 lipca 2017 roku, czyli już po pierwszych meczach eliminacyjnych, CAF podjął decyzję o rozszerzeniu turnieju z 16 do 24 zespołów. Jednocześnie przesunięto termin organizacji tego oraz następnych turniejów na czerwiec i lipiec, aby nie kolidowały z europejskimi rozgrywkami klubowymi. Ostatecznie 30 listopada 2018 roku podjęto decyzję o odebraniu prawa organizacji turnieju Kamerunowi ze względu na liczne opóźnienia w przygotowaniach, a także ze względów bezpieczeństwa: działalności dżihadystycznej organizacji terrorystycznej Boko Haram na północy kraju, a także konflikt z separatystami w zachodniej, anglojęzycznej części Kamerunu. 28 stycznia 2019 roku CAF przesunął datę rozpoczęcia na 21 czerwca i zakończenia na 19 lipca, ze względu na prośby Algierii, Maroka i Tunezji. Przyczyną był czas na odpoczynek po trwającym do początku czerwca ramadanie.

## Wybór gospodarza
Chęć organizacji Pucharu Narodów Afryki 2019 wstępnie wyraziły Algieria, Demokratyczna Republika Konga, Gwinea, Kamerun, Kenia, Nigeria, Senegal, Wybrzeże Kości Słoniowej i Zambia.
Demokratyczna Republika Konga zaproponowała organizację meczów w Kinszaszie, Lubumbashi, Matadi i Kisangani. Zastrzeżenia budziły kwestie bezpieczeństwa i zagrożenia stwarzane przez grupy zbrojne szczególnie we wschodniej części kraju, gdzie znajdują się Lubumbashi i Kisangani.

### Oficjalni kandydaci
Po spotkaniu Komitetu Wykonawczego Afrykańskiej Konfederacji Piłkarskiej 24 stycznia 2014 roku opublikowano listę oficjalnych kandydatów do organizacji Pucharów Narodów Afryki 2019.
| Kraje ubiegające się o organizację mistrzostw | Ostatnie goszczone mistrzostwa |
| --------------------------------------------- | ------------------------------ |
| Algieria                                      | 1990                           |
| Kamerun                                       | 1972                           |
| Demokratyczna Republika Konga                 | –                              |
| Gwinea                                        | –                              |
| Wybrzeże Kości Słoniowej                      | 1984                           |
| Zambia                                        | –                              |

20 września 2014 roku Komitet Wykonawczego CAF ogłosił, że gospodarzem turnieju w 2019 roku zostanie Kamerun, w 2021 roku Wybrzeże Kości Słoniowej, a w 2023 roku Gwinea.

#### Ponowny wybór gospodarza
30 listopada 2018 roku prezydent CAF Ahmad Ahmad ogłosił w Akrze odebranie Kamerunowi prawa organizacji turnieju. Przyczynami były m.in. konflikt z dżihadystyczną organizacją terrorystyczną Boko Haram w północnej części kraju, jak i kryzys w zachodniej części kraju związany z ograniczaniem praw anglojęzycznych mieszkańców Kamerunu.
Faworytami na nowego gospodarza Pucharu Narodów Afryki były pierwotnie Maroko oraz Południowa Afryka. Pierwszy kraj był gospodarzem mistrzostwa Afryki w 2018 roku, przez co nie zgłosił swojej kandydatury. Wobec tego Egipt wyraził zainteresowanie organizacją turnieju.
8 stycznia 2019 roku w Dakarze, prezydent CAF ogłosił, że nowym gospodarzem zostanie Egipt. Za kandydaturą Egiptu oddano 16 głosów. Tylko jeden z członków komisji zagłosował na RPA, jedna osoba wstrzymała się od głosu. Głównym argumentem przedstawionym przez Ahmada było duże zaangażowanie rządu Egiptu. Za kandydaturą RPA przemawiało doświadczenie w organizacji mistrzostw świata w 2010 roku. Pojawiły się także obawy dotyczące bezpieczeństwa w Egipcie. W 2012 roku 79 osób zginęło podczas zamieszek na meczu ligowym na stadionie w Port Saidzie. Za inne z zagrożeń uznano działalność organizacji terrorystycznych na Synaju, gdzie jednak nie odbędą się mecze. Egipt poprzednio organizował Puchar Narodów Afryki w 2006 roku, gdy triumfował po raz piąty.

### Sponsor
W lipcu 2016 roku firma Total uzyskała ośmioletni kontrakt sponsorski od CAF. W ramach umowy Total był także sponsorem Pucharu Narodów Afryki 2017, który odbywał się w Gabonie.

## Format rozgrywek
29 września 2018 roku poinformowano, że turniej rozpocznie się 15 czerwca, a zakończy 13 lipca 2019 roku. W tym samym dniu podjęto decyzję o wyznaczeniu na październik ostatecznej kontroli stanu przygotowań w Kamerunie. 28 stycznia 2019 roku CAF przesunął datę rozpoczęcia na 21 czerwca i zakończenia na 19 lipca, ze względu na prośby Algierii, Maroka i Tunezji. Przyczyną był czas na odpoczynek po trwającym do początku czerwca ramadanie.
W turnieju po raz pierwszy występują 24 reprezentacje, zamiast dotychczasowych 16 drużyn. Wzorem dla Pucharu Narodów Afryki były udane mistrzostwa Europy w 2016 roku.

## Kwalifikacje
Zakwalifikowane
     Niezakwalifikowane
     Wycofane lub nie przystąpiły do kwalifikacji
     Nie należące do CAF

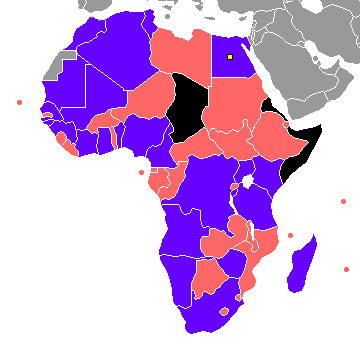
Reprezentacje CAF w Pucharze Narodów Afryki 2019:
Zakwalifikowane
Niezakwalifikowane
Wycofane lub nie przystąpiły do kwalifikacji
Nie należące do CAF

12 stycznia 2017 roku w Libreville rozlosowano grupy eliminacyjne PNA 2019. Do turnieju finałowego awansowały po dwie najlepsze drużyny z każdej grupy eliminacyjnej. Eliminacje trwały od czerwca 2017 roku do marca 2019 roku.
W związku z wycofaniem Maroka z organizacji Pucharu Narodów Afryki 2015, reprezentacja tego kraju została zawieszona i nie mogła brać udziału w dwóch następnych edycjach Pucharu. 2 kwietnia 2015 roku zakaz ten został anulowany przez Sportowy Sąd Arbitrażowy.
Reprezentacja Czadu zrezygnowała z udziału w Pucharze Narodów Afryki 2017, dlatego też została zawieszona i nie mogła brać udziału w eliminacjach do Pucharu Narodów Afryki 2019.
5 października 2018 roku reprezentacja Sierra Leone została zawieszona w prawach członka FIFA. 3 grudnia 2018 roku została zdyskwalifikowana z eliminacji do Pucharu Narodów Afryki 2019. Mecze rozegrane przez Sierra Leone w grupie eliminacyjnej zostały anulowane lub odwołane.
W momencie straty praw do organizacji PNA 2019 przez Kamerun stracił on gwarantowany awans do finałów mistrzostw. Taką gwarancję zyskał natomiast Egipt, który został nowym gospodarzem. Zarówno reprezentacje Egiptu jak i Kamerun zdołały uzyskać wystarczająco punktów w grupie eliminacyjnej, by awansować do fazy grupowej.

## Drużyny uczestniczące
Wśród zakwalifikowanych drużyn znalazło się trzech debiutantów: Burundi, Madagaskar oraz Mauretania.
| Drużyna                       | Sposób kwalifikacji | Liczba występów | Ostatni występ | Najlepszy występ                                      |
| ----------------------------- | ------------------- | --------------- | -------------- | ----------------------------------------------------- |
| Egipt                         | gospodarz / Grupa J | 23              | 2017           | Zwycięstwo (1957, 1959, 1986, 1998, 2006, 2008, 2010) |
| Senegal                       | Grupa A (Z)         | 14              | 2017           | Drugie miejsce (2002)                                 |
| Madagaskar                    | Grupa A             | 0               | –              | Debiut                                                |
| Maroko                        | Grupa B (Z)         | 16              | 2017           | Zwycięstwo (1976)                                     |
| Kamerun                       | Grupa B             | 18              | 2017           | Zwycięstwo (1984, 1988, 2000, 2002, 2017)             |
| Mali                          | Grupa C (Z)         | 10              | 2017           | Drugie miejsce (1972)                                 |
| Burundi                       | Grupa C             | 0               | –              | Debiut                                                |
| Algieria                      | Grupa D (Z)         | 17              | 2017           | Zwycięstwo (1990)                                     |
| Benin                         | Grupa D             | 3               | 2010           | Faza grupowa (2004, 2008, 2010)                       |
| Nigeria                       | Grupa E (Z)         | 17              | 2013           | Zwycięstwo (1980, 1994, 2013)                         |
| Południowa Afryka             | Grupa E             | 9               | 2015           | Zwycięstwo (1996)                                     |
| Ghana                         | Grupa F (Z)         | 21              | 2017           | Zwycięstwo (1963, 1965, 1978, 1982)                   |
| Kenia                         | Grupa F             | 5               | 2004           | Faza grupowa (1972, 1988, 1990, 1992, 2004)           |
| Zimbabwe                      | Grupa G (Z)         | 3               | 2017           | Faza grupowa (2004, 2006, 2017)                       |
| Demokratyczna Republika Konga | Grupa G             | 18              | 2017           | Zwycięstwo (1968, 1974)                               |
| Gwinea                        | Grupa H (Z)         | 11              | 2015           | Drugie miejsce (1976)                                 |
| Wybrzeże Kości Słoniowej      | Grupa H             | 22              | 2017           | Zwycięstwo (1992, 2015)                               |
| Angola                        | Grupa I (Z)         | 7               | 2013           | Ćwierćfinał (2008, 2010)                              |
| Mauretania                    | Grupa I             | 0               | –              | Debiut                                                |
| Tunezja                       | Grupa J (Z)         | 18              | 2017           | Zwycięstwo (2004)                                     |
| Gwinea Bissau                 | Grupa K (Z)         | 1               | 2017           | Faza grupowa (2017)                                   |
| Namibia                       | Grupa K             | 2               | 2008           | Faza grupowa (1998, 2008)                             |
| Uganda                        | Grupa L (Z)         | 6               | 2017           | Drugie miejsce (1978)                                 |
| Tanzania                      | Grupa L             | 1               | 1980           | Faza grupowa (1980)                                   |

Litera Z w nawiasie oznacza zwycięzcę danej grupy kwalifikacyjnej.

## Obiekty
Razem ze zwiększeniem liczby drużyn do 24, CAF zleciło wykorzystanie sześciu obiektów podczas Pucharu Narodów Afryki 2019. Przedstawiono także wymagania pojemnościowe obiektów.
| Liczba stadionów | Minimalna pojemność |
| ---------------- | ------------------- |
| 2                | 40 tysięcy          |
| 2                | 20 tysięcy          |
| 2                | 15 tysięcy          |

17 lutego 2019 roku Egipski Związek Piłki Nożnej przekazał informację, że spośród ośmiu stadionów wybrano sześć, które ostatecznie zostaną użyte podczas PNA 2019. Będą to: Stadion Międzynarodowy w Kairze, Stadion 30 czerwca w Kairze, Alexandria Stadium, Ismailia Stadium, Port Said Stadium, Stadion w Suezie.
| Kair                        |                    |                   |
| Stadion Międzynarodowy      | Stadion 30 czerwca | Stad as-Salam     |
| Pojemność: 74 100           | Pojemność: 30 000  | Pojemność: 30 000 |
|                             |                    |                   |
| KairAleksandriaSuezIsmailia |                    |                   |
| Suez                        | Aleksandria        | Ismailia          |
| Stadion w Suezie            | Alexandria Stadium | Ismailia Stadium  |
| Pojemność: 27 000           | Pojemność: 19 676  | Pojemność: 18 525 |
|                             |                    |                   |

## Składy
Każda z 24 reprezentacji musi zgłosić 23 zawodników.

## Losowanie grup
Losowanie grup Pucharu Narodów Afryki 2019 odbyło się 12 kwietnia 2019 roku, w kompleksie piramid w Gizie, w Egipcie. Reprezentacje umieszczono w czterech koszykach, zgodnie z rankingiem CAF. Następnie zostały one rozlosowane do sześciu grup, po cztery drużyny.
| Koszyk 1                                                                  | Koszyk 2                                                                          | Koszyk 3                                                   | Koszyk 4                                               |
| ------------------------------------------------------------------------- | --------------------------------------------------------------------------------- | ---------------------------------------------------------- | ------------------------------------------------------ |
| Egipt (gospodarz) Kamerun (obrońca tytułu) Senegal Tunezja Nigeria Maroko | Demokratyczna Republika Konga Ghana Mali Wybrzeże Kości Słoniowej Gwinea Algieria | Południowa Afryka Uganda Benin Mauretania Madagaskar Kenia | Zimbabwe Namibia Gwinea Bissau Angola Tanzania Burundi |

## Faza grupowa
Dwie najlepsze drużyny z każdej grupy, wraz z najlepszymi czterema zespołami z trzecich miejsc, awansują do 1/16 finału.
Legenda
|  | Bezpośredni awans do fazy pucharowej. |
|  | Odpadnięcie z turnieju.               |

Gdy drużyny mają tyle samo punktów, o kolejności w tabeli decyduje:
1. różnica bramek;
2. gole zdobyte;
3. punkty zdobyte w meczach pomiędzy danymi drużynami;
4. różnica bramek w meczach pomiędzy danymi drużynami;
5. zdobyte bramki w meczach pomiędzy danymi drużynami;
6. losowanie miejsc przez komitet organizacyjny.

### Grupa A
| Zespół                        | Pkt | M | W | R | P | Br+ | Br− | +/− |
| ----------------------------- | --- | - | - | - | - | --- | --- | --- |
| Egipt                         | 9   | 3 | 3 | 0 | 0 | 5   | 0   | +5  |
| Uganda                        | 4   | 3 | 1 | 1 | 1 | 3   | 3   | 0   |
| Demokratyczna Republika Konga | 3   | 3 | 1 | 0 | 2 | 4   | 4   | 0   |
| Zimbabwe                      | 1   | 3 | 0 | 1 | 2 | 1   | 6   | -5  |

| 21 czerwca 2019 22:00 CEST | Egipt · Trézéguet 41' | 1:0(1:0)Raport | Zimbabwe | Stadion Międzynarodowy, Kair Sędzia: Sidi Alioum |
|                            |                       |                |          |                                                  |

| 22 czerwca 2019 16:30 CEST | Demokratyczna Republika Konga | 0:2(0:1)Raport | Uganda · 14' Kaddu · 48' Okwi | Stadion Międzynarodowy, Kair Sędzia: Rédouane Jiyed |
|                            |                               |                |                               |                                                     |

| 26 czerwca 2019 19:00 CEST | Uganda · Okwi 12' | 1:1(1:1)Raport | Zimbabwe · 43' Billiat | Stadion Międzynarodowy, Kair Sędzia: Eric Otogo-Castane |
|                            |                   |                |                        |                                                         |

| 26 czerwca 2019 22:00 CEST | Egipt · El-Mohamadi 25' · Salah 43' | 2:0(2:0)Raport | Demokratyczna Republika Konga | Stadion Międzynarodowy, Kair Sędzia: Victor Gomes |
|                            |                                     |                |                               |                                                   |

| 30 czerwca 2019 21:00 CEST | Uganda | 0:2(0:2)Raport | Egipt · 36' Salah · 45+1' El-Mohamadi | Stadion Międzynarodowy, Kair Sędzia: Maguette Ndiaye |
|                            |        |                |                                       |                                                      |

| 30 czerwca 2019 21:00 CEST | Zimbabwe | 0:4(0:2)Raport | Demokratyczna Republika Konga · 4' Bolingi · 34', 65' (k.) Bakambu · 78' Assombalonga | Stadion 30 czerwca, Kair Sędzia: Mustapha Ghorbal |
|                            |          |                |                                                                                       |                                                   |

### Grupa B
| Zespół     | Pkt | M | W | R | P | Br+ | Br− | +/− |
| ---------- | --- | - | - | - | - | --- | --- | --- |
| Madagaskar | 7   | 3 | 2 | 1 | 0 | 5   | 2   | +3  |
| Nigeria    | 6   | 3 | 2 | 0 | 1 | 2   | 2   | 0   |
| Gwinea     | 4   | 3 | 1 | 1 | 1 | 4   | 3   | +1  |
| Burundi    | 0   | 3 | 0 | 0 | 3 | 0   | 4   | -4  |

| 22 czerwca 2019 19:00 CEST | Nigeria · Ighalo 77' | 1:0(0:0)Raport | Burundi | Alexandria Stadium, Aleksandria Sędzia: Bernard Camille |
|                            |                      |                |         |                                                         |

| 22 czerwca 2019 22:00 CEST | Gwinea · Kaba 34' · Kamano 66' (k) | 2:2(1:0)Raport | Madagaskar · 49' Abel · 55' Andriamahitsinoro | Alexandria Stadium, Aleksandria Sędzia: Amin Omar |
|                            |                                    |                |                                               |                                                   |

| 26 czerwca 2019 16:30 CEST | Nigeria · Omeruo 73' | 1:0(0:0)Raport | Gwinea | Alexandria Stadium, Aleksandria Sędzia: Hélder Martins de Carvalho |
|                            |                      |                |        |                                                                    |

| 27 czerwca 2019 16:30 CEST | Madagaskar · Ilaimaharitra 76' | 1:0(0:0)Raport | Burundi | Alexandria Stadium, Aleksandria Sędzia: Haythem Guirat |
|                            |                                |                |         |                                                        |

| 30 czerwca 2019 18:00 CEST | Madagaskar · Nomenjanahary 13' · Andriamahitsinoro 53' | 2:0(1:0)Raport | Nigeria | Alexandria Stadium, Aleksandria Sędzia: Bakary Gassama |
|                            |                                                        |                |         |                                                        |

| 30 czerwca 2019 18:00 CEST | Burundi | 0:2(0:1)Raport | Gwinea · 25', 52' Yattara | Stad as-Salam, Kair Sędzia: Noureddine El Jaafari |
|                            |         |                |                           |                                                   |

### Grupa C
| Zespół   | Pkt | M | W | R | P | Br+ | Br− | +/− |
| -------- | --- | - | - | - | - | --- | --- | --- |
| Algieria | 9   | 3 | 3 | 0 | 0 | 6   | 0   | +6  |
| Senegal  | 6   | 3 | 2 | 0 | 1 | 5   | 1   | +4  |
| Kenia    | 3   | 3 | 1 | 0 | 2 | 3   | 7   | -4  |
| Tanzania | 0   | 3 | 0 | 0 | 3 | 2   | 8   | -6  |

| 23 czerwca 2019 19:00 CEST | Senegal · Baldé 28' · Diatta 64' | 2:0(1:0)Raport | Tanzania | Stadion 30 czerwca, Kair Sędzia: Sadok Selmi |
|                            |                                  |                |          |                                              |

| 23 czerwca 2019 22:00 CEST | Algieria · Bounedjah 34' (k.) · Mahrez 43' | 2:0(2:0)Raport | Kenia | Stadion 30 czerwca, Kair Sędzia: Mahamadou Keita |
|                            |                                            |                |       |                                                  |

| 27 czerwca 2019 19:00 CEST | Senegal | 0:1(0:0)Raport | Algieria · 49' Belaili | Stadion 30 czerwca, Kair Sędzia: Janny Sikazwe |
|                            |         |                |                        |                                                |

| 27 czerwca 2019 22:00 CEST | Kenia · Olunga 39', 80' · Omolo 62' | 3:2(1:2)Raport | Tanzania · 6' Msuva · 40' Samata | Stadion 30 czerwca, Kair Sędzia: Ahmad Heeralall |
|                            |                                     |                |                                  |                                                  |

| 1 lipca 2019 21:00 CEST | Kenia | 0:3(0:0)Raport | Senegal · 63' Sarr · 71', 78' (k.) Mané | Stadion 30 czerwca, Kair Sędzia: Gehad Grisha |
|                         |       |                |                                         |                                               |

| 1 lipca 2019 21:00 CEST | Tanzania | 0:3(0:3)Raport | Algieria · 34' Slimani · 39', 45+1' Ounas | Stad as-Salam, Kair Sędzia: Andofetra Rakotojaona |
|                         |          |                |                                           |                                                   |

### Grupa D
| Zespół                   | Pkt | M | W | R | P | Br+ | Br− | +/− |
| ------------------------ | --- | - | - | - | - | --- | --- | --- |
| Maroko                   | 9   | 3 | 3 | 0 | 0 | 3   | 0   | +3  |
| Wybrzeże Kości Słoniowej | 6   | 3 | 2 | 0 | 1 | 5   | 2   | +3  |
| Południowa Afryka        | 3   | 3 | 1 | 0 | 2 | 1   | 2   | -1  |
| Namibia                  | 0   | 3 | 0 | 0 | 3 | 1   | 6   | -5  |

| 23 czerwca 2019 16:30 CEST | Maroko · Keimuine 89' (sam.) | 1:0(0:0)Raport | Namibia | Stad as-Salam, Kair Sędzia: Louis Hakizimana |
|                            |                              |                |         |                                              |

| 24 czerwca 2019 16:30 CEST | Wybrzeże Kości Słoniowej · Kodjia 65' | 1:0(0:0)Raport | Południowa Afryka | Stad as-Salam, Kair Sędzia: Mustapha Ghorbal |
|                            |                                       |                |                   |                                              |

| 28 czerwca 2019 19:00 CEST | Maroko · En-Nesyri 23' | 1:0(1:0)Raport | Wybrzeże Kości Słoniowej | Stad as-Salam, Kair Sędzia: Sidi Alioum |
|                            |                        |                |                          |                                         |

| 28 czerwca 2019 22:00 CEST | Południowa Afryka · Zungu 68' | 1:0(0:0)Raport | Namibia | Stad as-Salam, Kair Sędzia: Issa Sy |
|                            |                               |                |         |                                     |

| 1 lipca 2019 18:00 CEST | Południowa Afryka | 0:1(0:0)Raport | Maroko · 90' Boussoufa | Stad as-Salam, Kair Sędzia: Jean-Jacques Ngambo |
|                         |                   |                |                        |                                                 |

| 1 lipca 2019 18:00 CEST | Namibia · Kamatuka 71' | 1:4(0:1)Raport | Wybrzeże Kości Słoniowej · 39' Gradel · 58' Die · 84' Zaha · 89' Cornet | Stadion 30 czerwca, Kair Sędzia: Peter Waweru |
|                         |                        |                |                                                                         |                                               |

### Grupa E
| Zespół     | Pkt | M | W | R | P | Br+ | Br− | +/− |
| ---------- | --- | - | - | - | - | --- | --- | --- |
| Mali       | 7   | 3 | 2 | 1 | 0 | 6   | 2   | +4  |
| Tunezja    | 3   | 3 | 0 | 3 | 0 | 2   | 2   | 0   |
| Angola     | 2   | 3 | 0 | 2 | 1 | 1   | 2   | -1  |
| Mauretania | 2   | 3 | 0 | 2 | 1 | 1   | 4   | -3  |

| 24 czerwca 2019 19:00 CEST | Tunezja · Msakni 34' (k.) | 1:1(1:0)Raport | Angola · 73' Djalma | Stadion w Suezie, Suez Sędzia: Bamlak Tessema Weyesa |
|                            |                           |                |                     |                                                      |

| 24 czerwca 2019 22:00 CEST | Mali · Diaby 37' · Marega 45' (k.) · A. Traoré II 55' · A. Traoré I 74' | 4:1(2:0)Raport | Mauretania · 72' Moctar Sidi El Hacen | Stadion w Suezie, Suez Sędzia: Jean Jacques Ngambo |
|                            |                                                                         |                |                                       |                                                    |

| 28 czerwca 2019 16:30 CEST | Tunezja · Khazri 70' | 1:1(0:0)Raport | Mali · 60' Samassékou | Stadion w Suezie, Suez Sędzia: Joshua Bondo |
|                            |                      |                |                       |                                             |

| 29 czerwca 2019 16:30 CEST | Mauretania | 0:0(0:0)Raport | Angola | Stadion w Suezie, Suez Sędzia: Ibrahim Nour El Din |
|                            |            |                |        |                                                    |

| 2 lipca 2019 21:00 CEST | Mauretania | 0:0(0:0)Raport | Tunezja | Stadion w Suezie, Suez Sędzia: Louis Hakizimana |
|                         |            |                |         |                                                 |

| 2 lipca 2019 21:00 CEST | Angola | 0:1(0:1)Raport | Mali · 37' Haidara | Ismailia Stadium, Ismailia Sędzia: Redouane Jiyed |
|                         |        |                |                    |                                                   |

### Grupa F
| Zespół        | Pkt | M | W | R | P | Br+ | Br− | +/− |
| ------------- | --- | - | - | - | - | --- | --- | --- |
| Ghana         | 5   | 3 | 1 | 2 | 0 | 4   | 2   | +2  |
| Kamerun       | 5   | 3 | 1 | 2 | 0 | 2   | 0   | +2  |
| Benin         | 3   | 3 | 0 | 3 | 0 | 2   | 2   | 0   |
| Gwinea Bissau | 1   | 3 | 0 | 1 | 2 | 0   | 4   | -4  |

| 25 czerwca 2019 19:00 CEST | Kamerun · Banana 66' · Bahoken 69' | 2:0(0:0)Raport | Gwinea Bissau | Ismailia Stadium, Ismailia Sędzia: Noureddine El Jaafari |
|                            |                                    |                |               |                                                          |

| 25 czerwca 2019 22:00 CEST | Ghana · A. Ayew 9' · J. Ayew 42' | 2:2(2:1)Raport | Benin · 2', 63' Poté | Ismailia Stadium, Ismailia Sędzia: Youssef Essrayri |
|                            |                                  |                |                      |                                                     |

| 29 czerwca 2019 19:00 CEST | Kamerun | 0:0(0:0)Raport | Ghana | Ismailia Stadium, Ismailia Sędzia: Bamlak Tessema Weyesa |
|                            |         |                |       |                                                          |

| 29 czerwca 2019 22:00 CEST | Benin | 0:0(0:0)Raport | Gwinea Bissau | Ismailia Stadium, Ismailia Sędzia: Pacifique Ndabihawenimana |
|                            |       |                |               |                                                              |

| 2 lipca 2019 18:00 CEST | Benin | 0:0(0:0)Raport | Kamerun | Ismailia Stadium, Ismailia Sędzia: Sadok Selmi |
|                         |       |                |         |                                                |

| 2 lipca 2019 18:00 CEST | Gwinea Bissau | 0:2(0:0)Raport | Ghana · 46' Ayew · 72' Partey | Stadion w Suezie, Suez Sędzia: Eric Otogo-Castane |
|                         |               |                |                               |                                                   |

### Ranking drużyn z trzecich miejsc
| Grupa | Zespół                        | Pkt | M | W | R | P | Br+ | Br− | +/− |
| ----- | ----------------------------- | --- | - | - | - | - | --- | --- | --- |
| B     | Gwinea                        | 4   | 3 | 1 | 1 | 1 | 4   | 3   | +1  |
| A     | Demokratyczna Republika Konga | 3   | 3 | 1 | 0 | 2 | 4   | 4   | 0   |
| F     | Benin                         | 3   | 3 | 0 | 3 | 0 | 2   | 2   | 0   |
| D     | Południowa Afryka             | 3   | 3 | 1 | 0 | 2 | 1   | 2   | -1  |
| C     | Kenia                         | 3   | 3 | 1 | 0 | 2 | 3   | 7   | -4  |
| E     | Angola                        | 2   | 3 | 0 | 2 | 1 | 1   | 2   | -1  |

W 1/8 finału, gdzie awansują cztery najlepsze zespoły z 3. miejsc, kolejność meczów z tymi drużynami zależy od tego, z której są grupy (kolorem żółtym zaznaczony wariant, który stał się faktem):
| 4 najlepsze zespoły z 3. miejsc | Rywal zwycięzcy grupy A | Rywal zwycięzcy grupy B | Rywal zwycięzcy grupy C | Rywal zwycięzcy grupy D |
| ------------------------------- | ----------------------- | ----------------------- | ----------------------- | ----------------------- |
| A B C D                         | 3. miejsce z grupy C    | 3. miejsce z grupy D    | 3. miejsce z grupy A    | 3. miejsce z grupy B    |
| A B C E                         | 3. miejsce z grupy C    | 3. miejsce z grupy A    | 3. miejsce z grupy B    | 3. miejsce z grupy E    |
| A B C F                         | 3. miejsce z grupy C    | 3. miejsce z grupy A    | 3. miejsce z grupy B    | 3. miejsce z grupy F    |
| A B D E                         | 3. miejsce z grupy D    | 3. miejsce z grupy A    | 3. miejsce z grupy B    | 3. miejsce z grupy E    |
| A B D F                         | 3. miejsce z grupy D    | 3. miejsce z grupy A    | 3. miejsce z grupy B    | 3. miejsce z grupy F    |
| A B E F                         | 3. miejsce z grupy E    | 3. miejsce z grupy A    | 3. miejsce z grupy B    | 3. miejsce z grupy F    |
| A C D E                         | 3. miejsce z grupy C    | 3. miejsce z grupy D    | 3. miejsce z grupy A    | 3. miejsce z grupy E    |
| A C D F                         | 3. miejsce z grupy C    | 3. miejsce z grupy D    | 3. miejsce z grupy A    | 3. miejsce z grupy F    |
| A C E F                         | 3. miejsce z grupy C    | 3. miejsce z grupy A    | 3. miejsce z grupy F    | 3. miejsce z grupy E    |
| A D E F                         | 3. miejsce z grupy D    | 3. miejsce z grupy A    | 3. miejsce z grupy F    | 3. miejsce z grupy E    |
| B C D E                         | 3. miejsce z grupy C    | 3. miejsce z grupy D    | 3. miejsce z grupy B    | 3. miejsce z grupy E    |
| B C D F                         | 3. miejsce z grupy C    | 3. miejsce z grupy D    | 3. miejsce z grupy B    | 3. miejsce z grupy F    |
| B C E F                         | 3. miejsce z grupy E    | 3. miejsce z grupy C    | 3. miejsce z grupy B    | 3. miejsce z grupy F    |
| B D E F                         | 3. miejsce z grupy E    | 3. miejsce z grupy D    | 3. miejsce z grupy B    | 3. miejsce z grupy F    |
| C D E F                         | 3. miejsce z grupy C    | 3. miejsce z grupy D    | 3. miejsce z grupy F    | 3. miejsce z grupy E    |

## Faza pucharowa
|  |                                 |                               |                            |                              |                                  |                                  |                                  |                   |                   |                   |                            |                            |                            |  |  |       |       |       |
|  | 1/8 finału                      | 1/8 finału                    | 1/8 finału                 |                              |                                  | Ćwierćfinały                     | Ćwierćfinały                     | Ćwierćfinały      |                   |                   | Półfinały                  | Półfinały                  | Półfinały                  |  |  | Finał | Finał | Finał |
|  | 1/8 finału                      | 1/8 finału                    | 1/8 finału                 |                              |                                  | Ćwierćfinały                     | Ćwierćfinały                     | Ćwierćfinały      |                   |                   | Półfinały                  | Półfinały                  | Półfinały                  |  |  | Finał | Finał | Finał |
|  | 5 lipca – Kair (As-Salam)       |                               |                            |                              |                                  |                                  |                                  |                   |                   |                   |                            |                            |                            |  |  |       |       |       |
|  |                                 |                               |                            |                              |                                  |                                  |                                  |                   |                   |                   |                            |                            |                            |  |  |       |       |       |
|  | Maroko                          | Maroko                        | 1 (1)                      |                              |                                  |                                  |                                  |                   |                   |                   |                            |                            |                            |  |  |       |       |       |
|  | Maroko                          | Maroko                        | 1 (1)                      | 10 lipca – Kair (30 czerwca) |                                  |                                  |                                  |                   |                   |                   |                            |                            |                            |  |  |       |       |       |
|  | Benin                           | Benin                         | 1 (4)                      |                              |                                  |                                  |                                  |                   |                   |                   |                            |                            |                            |  |  |       |       |       |
|  | Benin                           | Benin                         | 1 (4)                      |                              |                                  | Senegal                          | Senegal                          | 1                 |                   |                   |                            |                            |                            |  |  |       |       |       |
|  | 5 lipca – Kair (Międzynarodowy) |                               |                            |                              |                                  | Senegal                          | Senegal                          | 1                 |                   |                   |                            |                            |                            |  |  |       |       |       |
|  |                                 |                               | Benin                      | Benin                        | 0                                |                                  |                                  |                   |                   |                   |                            |                            |                            |  |  |       |       |       |
|  | Uganda                          | Uganda                        | Benin                      | Benin                        | 0                                | 0                                |                                  |                   |                   |                   |                            |                            |                            |  |  |       |       |       |
|  | Uganda                          | Uganda                        |                            |                              |                                  | 0                                | 14 lipca – Kair (30 czerwca)     |                   |                   |                   |                            |                            |                            |  |  |       |       |       |
|  | Senegal                         | Senegal                       | 1                          |                              |                                  |                                  |                                  |                   |                   |                   |                            |                            |                            |  |  |       |       |       |
|  | Senegal                         | Senegal                       | 1                          |                              |                                  | Senegal (dogr.)                  | Senegal (dogr.)                  | 1                 |                   |                   |                            |                            |                            |  |  |       |       |       |
|  | 7 lipca – Aleksandria           |                               |                            |                              |                                  | Senegal (dogr.)                  | Senegal (dogr.)                  | 1                 |                   |                   |                            |                            |                            |  |  |       |       |       |
|  |                                 |                               | Tunezja                    | Tunezja                      | 0                                |                                  |                                  |                   |                   |                   |                            |                            |                            |  |  |       |       |       |
|  | Madagaskar                      | Madagaskar                    | Tunezja                    | Tunezja                      | 0                                | 2 (4)                            |                                  |                   |                   |                   |                            |                            |                            |  |  |       |       |       |
|  | Madagaskar                      | Madagaskar                    | 11 lipca – Kair (As-Salam) |                              |                                  | 2 (4)                            |                                  |                   |                   |                   |                            |                            |                            |  |  |       |       |       |
|  | Demokratyczna Republika Konga   | Demokratyczna Republika Konga | 2 (2)                      |                              |                                  |                                  |                                  |                   |                   |                   |                            |                            |                            |  |  |       |       |       |
|  | Demokratyczna Republika Konga   | Demokratyczna Republika Konga | 2 (2)                      |                              |                                  | Madagaskar                       | Madagaskar                       | 0                 |                   |                   |                            |                            |                            |  |  |       |       |       |
|  | 8 lipca – Ismailia              |                               |                            |                              |                                  | Madagaskar                       | Madagaskar                       | 0                 |                   |                   |                            |                            |                            |  |  |       |       |       |
|  |                                 |                               | Tunezja                    | Tunezja                      | 3                                |                                  |                                  |                   |                   |                   |                            |                            |                            |  |  |       |       |       |
|  | Ghana                           | Ghana                         | Tunezja                    | Tunezja                      | 3                                | 1 (4)                            |                                  |                   |                   |                   |                            |                            |                            |  |  |       |       |       |
|  | Ghana                           | Ghana                         |                            |                              |                                  | 1 (4)                            | 19 lipca – Kair (Międzynarodowy) |                   |                   |                   |                            |                            |                            |  |  |       |       |       |
|  | Tunezja                         | Tunezja                       | 1 (5)                      |                              |                                  |                                  |                                  |                   |                   |                   |                            |                            |                            |  |  |       |       |       |
|  | Tunezja                         | Tunezja                       | 1 (5)                      |                              |                                  | Senegal                          | Senegal                          | 0                 |                   |                   |                            |                            |                            |  |  |       |       |       |
|  | 8 lipca – Suez                  |                               |                            |                              |                                  | Senegal                          | Senegal                          | 0                 |                   |                   |                            |                            |                            |  |  |       |       |       |
|  |                                 |                               | Algieria                   | Algieria                     | 1                                |                                  |                                  |                   |                   |                   |                            |                            |                            |  |  |       |       |       |
|  | Mali                            | Mali                          | Algieria                   | Algieria                     | 1                                | 0                                |                                  |                   |                   |                   |                            |                            |                            |  |  |       |       |       |
|  | Mali                            | Mali                          | 11 lipca – Suez            |                              |                                  | 0                                |                                  |                   |                   |                   |                            |                            |                            |  |  |       |       |       |
|  | Wybrzeże Kości Słoniowej        | Wybrzeże Kości Słoniowej      | 1                          |                              |                                  |                                  |                                  |                   |                   |                   |                            |                            |                            |  |  |       |       |       |
|  | Wybrzeże Kości Słoniowej        | Wybrzeże Kości Słoniowej      | 1                          |                              |                                  | Wybrzeże Kości Słoniowej         | Wybrzeże Kości Słoniowej         | 1 (3)             |                   |                   |                            |                            |                            |  |  |       |       |       |
|  | 7 lipca – Kair (30 czerwca)     |                               |                            |                              |                                  | Wybrzeże Kości Słoniowej         | Wybrzeże Kości Słoniowej         | 1 (3)             |                   |                   |                            |                            |                            |  |  |       |       |       |
|  |                                 |                               | Algieria                   | Algieria                     | 1 (4)                            |                                  |                                  |                   |                   |                   |                            |                            |                            |  |  |       |       |       |
|  | Algieria                        | Algieria                      | Algieria                   | Algieria                     | 1 (4)                            | 3                                |                                  |                   |                   |                   |                            |                            |                            |  |  |       |       |       |
|  | Algieria                        | Algieria                      |                            |                              |                                  | 3                                | 14 lipca – Kair (Międzynarodowy) |                   |                   |                   |                            |                            |                            |  |  |       |       |       |
|  | Gwinea                          | Gwinea                        | 0                          |                              |                                  |                                  |                                  |                   |                   |                   |                            |                            |                            |  |  |       |       |       |
|  | Gwinea                          | Gwinea                        | 0                          |                              |                                  | Algieria                         | Algieria                         | 2                 |                   |                   |                            |                            |                            |  |  |       |       |       |
|  | 6 lipca – Aleksandria           |                               |                            |                              |                                  | Algieria                         | Algieria                         | 2                 |                   |                   |                            |                            |                            |  |  |       |       |       |
|  |                                 |                               | Nigeria                    | Nigeria                      | 1                                |                                  |                                  | Mecz o 3. miejsce | Mecz o 3. miejsce | Mecz o 3. miejsce |                            |                            |                            |  |  |       |       |       |
|  | Nigeria                         | Nigeria                       | Nigeria                    | Nigeria                      | 1                                | 3                                |                                  |                   |                   | Mecz o 3. miejsce |                            |                            |                            |  |  |       |       |       |
|  | Nigeria                         | Nigeria                       |                            |                              | 10 lipca – Kair (Międzynarodowy) | 10 lipca – Kair (Międzynarodowy) | 10 lipca – Kair (Międzynarodowy) |                   |                   |                   | 17 lipca – Kair (As-Salam) | 17 lipca – Kair (As-Salam) | 17 lipca – Kair (As-Salam) |  |  |       |       |       |
|  | Kamerun                         | Kamerun                       | 2                          |                              | 10 lipca – Kair (Międzynarodowy) | 10 lipca – Kair (Międzynarodowy) | 10 lipca – Kair (Międzynarodowy) |                   |                   |                   | 17 lipca – Kair (As-Salam) | 17 lipca – Kair (As-Salam) | 17 lipca – Kair (As-Salam) |  |  |       |       |       |
|  | Kamerun                         | Kamerun                       | 2                          |                              |                                  | Nigeria                          | Nigeria                          | 2                 | Tunezja           | Tunezja           | 0                          |                            |                            |  |  |       |       |       |
|  | 6 lipca – Kair (Międzynarodowy) |                               |                            |                              |                                  | Nigeria                          | Nigeria                          | 2                 | Tunezja           | Tunezja           | 0                          |                            |                            |  |  |       |       |       |
|  |                                 |                               | Południowa Afryka          | Południowa Afryka            | 1                                |                                  |                                  | Nigeria           | Nigeria           | 1                 |                            |                            |                            |  |  |       |       |       |
|  | Egipt                           | Egipt                         | Południowa Afryka          | Południowa Afryka            | 1                                | 0                                |                                  | Nigeria           | Nigeria           | 1                 |                            |                            |                            |  |  |       |       |       |
|  | Egipt                           | Egipt                         |                            |                              |                                  |                                  |                                  |                   |                   |                   |                            |                            |                            |  |  |       |       |       |
|  | Południowa Afryka               | Południowa Afryka             | 1                          |                              |                                  |                                  |                                  |                   |                   |                   |                            |                            |                            |  |  |       |       |       |
|  | Południowa Afryka               | Południowa Afryka             | 1                          |                              |                                  |                                  |                                  |                   |                   |                   |                            |                            |                            |  |  |       |       |       |

### 1/8 finału
| 5 lipca 2019 18:00 CEST                              | Maroko · En-Nesyri 76' | 1:1 po dogrywce k. 1:4(0:0, 1:1)Raport                       | Benin · 53' Adilehou | Stad as-Salam, Kair Sędzia: Hélder Martins de Carvalho |
|                                                      |                        |                                                              |                      |                                                        |
|                                                      |                        | Rzuty karne                                                  |                      |                                                        |
| Oussama Idrissi · Sofiane Boufal · Youssef En-Nesyri |                        | Olivier Verdon · David Djigla · Tidjani Anaane · Mama Séïbou |                      |                                                        |

| 5 lipca 2019 21:00 CEST | Uganda | 0:1(0:1)Raport | Senegal · 15' Mané | Stadion Międzynarodowy, Kair Sędzia: Mustapha Ghorbal |
|                         |        |                |                    |                                                       |

| 6 lipca 2019 18:00 CEST | Nigeria · Ighalo 19', 63' · Iwobi 66' | 3:2(1:2)Raport | Kamerun · 41' Bahoken · 44' N’Jie | Alexandria Stadium, Aleksandria Sędzia: Joshua Bondo |
|                         |                                       |                |                                   |                                                      |

| 6 lipca 2019 21:00 CEST | Egipt | 0:1(0:0)Raport | Południowa Afryka · 85' Lorch | Stadion Międzynarodowy, Kair Sędzia: Eric Otogo-Castane |
|                         |       |                |                               |                                                         |

| 7 lipca 2019 18:00 CEST                                            | Madagaskar · Amada 9' · Andriatsima 77' | 2:2 po dogrywce k. 4:2(1:1, 2:2)Raport                                 | Demokratyczna Republika Konga · 21' Bakambu · 90' Mbemba | Alexandria Stadium, Aleksandria Sędzia: Noureddine El Jaafari |
|                                                                    |                                         |                                                                        |                                                          |                                                               |
|                                                                    |                                         | Rzuty karne                                                            |                                                          |                                                               |
| Ibrahim Amada · Romain Métanire · Thomas Fontaine · Jérôme Mombris |                                         | Marcel Tisserand · Cédric Bakambu · Paul-José M’Poku · Yannick Bolasie |                                                          |                                                               |

| 7 lipca 2019 21:00 CEST | Algieria · Belaili 24' · Mahrez 57' · Ounas 82' | 3:0(1:0)Raport | Gwinea | Stadion 30 czerwca, Kair Sędzia: Bernard Camille |
|                         |                                                 |                |        |                                                  |

| 8 lipca 2019 18:00 CEST | Mali | 0:1(0:0)Raport | Wybrzeże Kości Słoniowej · 76' Zaha | Stadion w Suezie, Suez Sędzia: Janny Sikazwe |
|                         |      |                |                                     |                                              |

| 8 lipca 2019 21:00 CEST                                                       | Ghana · Bedoui 90+2' (sam.) | 1:1 po dogrywce k. 4:5(0:0, 1:1)Raport                                   | Tunezja · 73' Khenissi | Ismailia Stadium, Ismailia Sędzia: Victor Gomes |
|                                                                               |                             |                                                                          |                        |                                                 |
|                                                                               |                             | Rzuty karne                                                              |                        |                                                 |
| Wakaso Mubarak · Jordan Ayew · Caleb Ekuban · Lumor Agbenyenu · Thomas Partey |                             | Naïm Sliti · Wahbi Khazri · Dylan Bronn · Yassine Meriah · Ferjani Sassi |                        |                                                 |

### Ćwierćfinały
| 10 lipca 2019 18:00 CEST | Senegal · Gueye 69' | 1:0(0:0)Raport | Benin | Stadion 30 czerwca, Kair Sędzia: Mustapha Ghorbal |
|                          |                     |                |       |                                                   |

| 10 lipca 2019 21:00 CEST | Nigeria · Chukwueze 27' · Troost-Ekong 89' | 2:1(1:0)Raport | Południowa Afryka · 71' Zungu | Stadion Międzynarodowy, Kair Sędzia: Rédouane Jiyed |
|                          |                                            |                |                               |                                                     |

| 11 lipca 2019 18:00 CEST                                               | Wybrzeże Kości Słoniowej · Kodjia 62' | 1:1 po dogrywce k. 3:4(1:0, 1:1)Raport                                      | Algieria · 20' Feghouli | Stadion w Suezie, Suez Sędzia: Bamlak Tessema Weyesa |
|                                                                        |                                       |                                                                             |                         |                                                      |
|                                                                        |                                       | Rzuty karne                                                                 |                         |                                                      |
| Franck Kessié · Maxwel Cornet · Wilfried Bony · Max Gradel · Serey Dié |                                       | Ramy Bensebaini · Islam Slimani · Andy Delort · Adam Ounas · Youcef Belaïli |                         |                                                      |

| 11 lipca 2019 21:00 CEST | Madagaskar | 0:3(0:0)Raport | Tunezja · 52' Sassi · 60' Msakni · 90+3' Sliti | Stad as-Salam, Kair Sędzia: Sidi Alioum |
|                          |            |                |                                                |                                         |

### Półfinały
| 14 lipca 2019 18:00 CEST | Senegal · Bronn 100' (sam.) | 1:0 po dogrywce(0:0, 0:0)Raport | Tunezja | Stadion 30 czerwca, Kair Sędzia: Bamlak Tessema Weyesa |
|                          |                             |                                 |         |                                                        |

| 14 lipca 2019 21:00 CEST | Algieria · Troost-Ekong 40' (sam.) · Mahrez 90+5' | 2:1(1:0)Raport | Nigeria · 72' (k.) Ighalo | Stadion Międzynarodowy, Kair Sędzia: Bakary Gassama |
|                          |                                                   |                |                           |                                                     |

### Mecz o 3. miejsce
| 17 lipca 2019 21:00 CEST | Tunezja | 0:1(0:1)Raport | Nigeria · 3' Ighalo | Stad as-Salam, Kair Sędzia: Gehad Grisha |
|                          |         |                |                     |                                          |

### Finał
| 19 lipca 2019 21:00 CEST | Senegal | 0:1(0:1)Raport | Algieria · 2' Bounedjah | Stadion Międzynarodowy, Kair Sędzia: Sidi Alioum |
|                          |         |                |                         |                                                  |

|  |  |

| BR           | 23 | Alfred Gomis         |     |     |
| OB           | 21 | Lamine Gassama       | 80' |     |
| OB           | 8  | Cheikhou Kouyaté (k) |     |     |
| OB           | 6  | Salif Sané           |     |     |
| OB           | 12 | Youssouf Sabaly      |     |     |
| PO           | 17 | Papa Alioune Ndiaye  |     | 59' |
| PO           | 5  | Idrissa Gueye        | 79' |     |
| PO           | 14 | Henri Saivet         |     | 75' |
| NA           | 18 | Ismaïla Sarr         |     |     |
| NA           | 10 | Sadio Mané           |     |     |
| NA           | 9  | M'Baye Niang         |     | 85' |
| Zmiany:      |    |                      |     |     |
| PO           | 15 | Krépin Diatta        |     | 59' |
| NA           | 19 | Mbaye Diagne         |     | 75' |
| NA           | 11 | Keita Baldé Diao     |     | 85' |
| Selekcjoner: |    |                      |     |     |
| Aliou Cissé  |    |                      |     |     |

| BR             | 23 | Raïs M’Bolhi      |       |     |
| OB             | 18 | Mehdi Zeffane     |       |     |
| OB             | 2  | Aïssa Mandi       | 90+2' |     |
| OB             | 4  | Djamel Benlamri   |       |     |
| OB             | 21 | Ramy Bensebaini   | 33'   |     |
| PO             | 17 | Adlène Guedioura  | 90+4' |     |
| PO             | 7  | Riyad Mahrez (k)  |       |     |
| PO             | 10 | Sofiane Feghouli  |       | 85' |
| PO             | 22 | Ismaël Bennacer   |       |     |
| NA             | 8  | Youcef Belaïli    | 54'   | 84' |
| NA             | 9  | Baghdad Bounedjah |       | 89' |
| Zmiany:        |    |                   |       |     |
| PO             | 11 | Yacine Brahimi    |       | 84' |
| OB             | 3  | Mehdi Tahrat      |       | 85' |
| NA             | 13 | Islam Slimani     |       | 89' |
| Selekcjoner:   |    |                   |       |     |
| Djamel Belmadi |    |                   |       |     |

|  |

| - Sędzia: - Sidi Alioum - Sędziowie asystenci: - Evarist Menkouande - Nguegoue Elvis Guy Noupue - Sędzia techniczny: - Eric Otogo-Castane - Sędzia VAR: - Benoit Millot - Sędziowie asystenci VAR: - Bakary Gassama - Zakhele Thusi Siwela |

## Strzelcy
5 goli
- Odion Ighalo

3 gole
- Riyad Mahrez
- Adam Ounas
- Cédric Bakambu
- Sadio Mané

2 gole
- Youcef Belaili
- Baghdad Bounedjah
- Mickaël Poté
- Ahmed El-Mohamadi
- Mohamed Salah
- Jordan Ayew
- Mohamed Yattara
- Stephane Bahoken
- Michael Olunga
- Carolus Andriamahitsinoro
- Youssef En-Nesyri
- Bongani Zungu
- Youssef Msakni
- Emmanuel Okwi
- Jonathan Kodjia
- Wilfried Zaha

1 gol
- Sofiane Feghouli
- Islam Slimani
- Djalma Campos
- Moise Adilehou
- Britt Assombalonga
- Jonathan Bolingi
- Chancel Mbemba Mangulu
- Mahmud Hassan
- André Ayew
- Thomas Partey
- Sory Kaba
- François Kamano
- Yaya Banana
- Clinton N’Jie
- Johanna Omolo
- Anicet Abel
- Ibrahim Amada
- Faneva Imà Andriatsima
- Marco Ilaimaharitra
- Lalaina Nomenjanahary
- Abdoulay Diaby
- Amadou Haidara
- Moussa Marega
- Diadie Samassékou
- Adama Traoré I
- Adama Traoré II
- Mbark Boussoufa
- Moctar Sidi El Hacen
- Joslin Kamatuka
- Samuel Chukwueze
- William Troost-Ekong
- Alex Iwobi
- Kenneth Omeruo
- Thembinkosi Lorch
- Keita Baldé Diao
- Krépin Diatta
- Idrissa Gueye
- Ismaïla Sarr
- Simon Msuva
- Mbwana Samatta
- Wahbi Khazri
- Taha Yassine Khenissi
- Ferjani Sassi
- Naïm Sliti
- Patrick Kaddu
- Maxwel Cornet
- Serey Dié
- Max Gradel
- Khama Billiat

Gole samobójcze
- Itamunua Keimuine (dla Maroka)
- William Troost-Ekong (dla Algierii)
- Rami Bedoui (dla Ghany)
- Dylan Bronn (dla Senegalu)

## Nagrody
| Złota Piłka     | Złoty But    | Złota Rękawica | Najlepszy Młody Zawodnik | Najlepszy Asystent            | Nagroda Fair Play |
| --------------- | ------------ | -------------- | ------------------------ | ----------------------------- | ----------------- |
| Ismaël Bennacer | Odion Ighalo | Raïs M’Bolhi   | Ismaël Bennacer          | Ismaël Bennacer Franck Kessié | Senegal           |

### Drużyna turnieju
| Bramkarz     | Obrońcy                                                         | Pomocnicy                                      | Napastnicy                           |
| ------------ | --------------------------------------------------------------- | ---------------------------------------------- | ------------------------------------ |
| Raïs M’Bolhi | Youssouf Sabaly Kalidou Koulibaly Yassine Meriah Lamine Gassama | Idrissa Gueye Adlène Guedioura Ismaël Bennacer | Sadio Mané Odion Ighalo Riyad Mahrez |

## Klasyfikacja końcowa
| Lp.    | Drużyna                       |
| ------ | ----------------------------- |
| złoto  | Algieria                      |
| srebro | Senegal                       |
| brąz   | Nigeria                       |
| 4.     | Tunezja                       |
| 5.     | Wybrzeże Kości Słoniowej      |
| 6.     | Madagaskar                    |
| 7.     | Południowa Afryka             |
| 8.     | Benin                         |
| 9.     | Maroko                        |
| 10.    | Egipt                         |
| 11.    | Mali                          |
| 12.    | Ghana                         |
| 13.    | Kamerun                       |
| 14.    | Uganda                        |
| 15.    | Demokratyczna Republika Konga |
| 16.    | Gwinea                        |
| 17.    | Kenia                         |
| 18.    | Angola                        |
| 19.    | Mauretania                    |
| 20.    | Gwinea Bissau                 |
| 21.    | Zimbabwe                      |
| 22.    | Burundi                       |
| 23.    | Namibia                       |
| 24.    | Tanzania                      |